# Marstoniopsis
Marstoniopsis är ett släkte av snäckor som beskrevs av Regteren Altena, C. O. van 1936. Marstoniopsis ingår i familjen tusensnäckor.
Släktet innehåller bara arten Marstoniopsis insubrica.